# Lemures
Lemures waren evenals de Larvae, boze geesten, zielen van de afgestorvenen, die als spoken rondwaarden, hetzij dat zij ten gevolge van een verzuim bij de begrafenis geen rust in het Dodenrijk konden vinden, hetzij dat zij een misdadig leven hadden geleid.
Zij werden voor geesten gehouden met een schrikwekkende gedaante, die het gemoed van de mens in verwarring brachten. Het volksgeloof bracht hen in verband met de dood van Remus en hield wegens de in de Romeinse volkstaal zeer gewone verwisseling van l en r Lemures voor hetzelfde woord als Remures. De geest van Remus zou namelijk Romulus geen rust hebben gelaten, tot deze hem door de stichting van een afzonderlijk feest, de Lemuria, had verzoend. Dit feest werd gedurende drie nachten, 9, 11 en 13 mei gevierd en schijnt oorspronkelijk niets anders geweest te zijn dan een algemeen feest ter ere van de doden, zoals de Feralia in februari. Slechts dit was het onderscheid, dat men bij de Feralia de doden offers bracht op hun graven en bij de Lemuria zich hen voorstelde als in de nacht rondzwervende geesten, die vooral hun vroegere woning pleegden op te zoeken. Men verrichtte dus in zijn eigen woning de plechtigheden, die nodig waren om hen tot rust te brengen. Zwarte bonen werden door de pater familias in het huis rondgestrooid en daarmee de bewoners van het huis als het ware van de boze geesten vrijgekocht (een apotropaeïsche handeling). De dag van het feest van de Lemures was een dag van kwade voorbetekenis. De tempels waren dan gesloten en het ondernemen van gewichtige zaken, vooral het sluiten van huwelijken, werd op die dag vermeden.
Langzamerhand ging het geloof aan de Lemures geheel en al over in een geloof aan spoken. Levenden konden zij, zo meende men, waanzinnig maken, en zij hielden zelfs niet op de doden in de onderwereld te plagen en te sarren. Hun uiterlijk stelde men zich voor als geheel vermagerd of als een skelet, en Mania werd niet meer de moeder van de Laren, maar de moeder of grootmoeder van de Larvae en Lemures genoemd.